# Tadeusz Lubczyński
Tadeusz Lubczyński (ur. 11 marca 1925, zm. 16 lutego 2009) – polski kierownik produkcji w PWSFTviT w Łodzi.
W latach 1951–1985 kierował produkcją ponad stu etiud m.in. Andrzeja Wajdy, Janusza Majewskiego, Marka Piwowskiego, Grzegorza Królikiewicza i Krzysztofa Kieślowskiego.

## Filmografia
- 1985: Jest tam kto
- 1983: Werter
- 1982-2001: Człowiek godny zaufania
- 1972: Dom
- 1971: Zofia i Ludmiła
- 1971: Rysia
- 1971: Pajace
- 1951: Na budowie